# Павлівка (Василівський район)
Павлі́вка —  село в Україні, у Василівському районі Запорізької області. Населення становить 174 осіб. Орган місцевого самоврядування - П'ятихатська сільська рада.

## Географія
Село Павлівка знаходиться на відстані 2 км від села Новояковлівка (Оріхівський район).

## Історія
- 1890 - дата заснування.

### Російське вторгнення в Україну
29 березня 2022 року село було окуповано російськими військами в наслідок вторгнення Росії в Україну. 23 червня Павлівку було визволено українськими військами та проведено евакуацію волонтерами.

## Населення

### Мова
Розподіл населення за рідною мовою за даними перепису 2001 року:
| Мова       | Кількість | Відсоток |
| ---------- | --------- | -------- |
| українська | 151       | 86.78%   |
| російська  | 21        | 12.07%   |
| білоруська | 2         | 1.15%    |
| Усього     | 174       | 100%     |